# Skarphéðinn Guðmundsson
Skarphéðinn Guðmundsson (Siglufjörður, 7 aprile 1930 – Hafnarfjörður, 20 gennaio 2003) è stato un saltatore con gli sci islandese.
Ha partecipato ai giochi olimpici invernali di Squaw Valley 1960, chiudendo al 43º posto la gara di salto con gli sci.